# Bamse
Bamse (1937 – 22. července, 1944) byl legendární norský pes plemene bernardýn. Proslavil se během druhé světové války jako maskot norských námořních sil.
Bamse se proslavil jako maskot a miláček norských námořníků a také jako zachránce lidských životů. 9. února 1940 byl jmenován na plnohodnotného člena posádky lodi Thorodd. Tato loď byla jedna z 13 norských lodí, které po pádu Norska do rukou nacistického Německa uprchly do Velké Británie. Loď následně byla přebudována na minolovku a účastnila se bojových operaci na straně spojenců. Jejími domovskými přístavy byla města Montrose a Dundee ve Skotsku. Je známo, že Bamse během tohoto období zachránil minimálně 2 životy a o záchranu dalších se pokusil.
Bernardýnu Bamsovi byla udělena zvířecí podoba významného britského řádu Kříže krále Jiřího za statečné činy a na jeho památku byla ve skotském městě Angus postavena jeho socha.
Uhynul v roce 1944 a je pohřben ve městě Montrose. Jeho pohřbu se zúčastnily posádky šesti námořních lodí a stovky místních školáků.